# Біфуркація річки
Біфурка́ція рі́чки — розподіл водного потоку річки на два рукави, які далі течуть як самостійні водотоки і впадають у різні басейни. Завдяки біфуркації басейни і долини двох різних річок поєднуються між собою. Явище властиве для річок з низькими, плоскими вододілами.
Найвідоміший приклад біфуркації — річка Оріноко, від якої відділюється рукав, що далі тече як річка Касік'яре.
В Україні теж є явище біфуркації — вода потічка Лучний (с. Новосілки-Гостинні, Львівська область) вливається в басейни двох морів — Чорного і Балтійського. Це відбувається так. В долині між селами Новосілки й Колбаєвичі, поблизу залізничної станції Новосілки, проходить головний європейський вододіл і саме тут тече річка Вишня, права притока річки Сян (басейн Балтійського моря). У залежності від опадів може відбуватись переливання вод із Вишні потоком Струга-Новосілківська до каналу Сполучний, а з нього — у Дністер (басейн Чорного моря). При цьому головний потік річки Вишня надалі буде нести свої води до Балтійського моря.
У Росії прикладом біфуркації є річка Россонь (Ленінградська область) та Делькю-Охотська.